# Segundo Ensanche (Pamplona)

Mapa do Segundo Ensanche

Localização do Segundo Ensanche em Pamplona

O Segundo Ensanche (em basco: Bigarren Zabalgunea) ou Ensanche Novo é um bairro do centro de Pamplona, a capital da Comunidade Foral de Navarra, Espanha.

## História
Até ao final do século XIX, a expansão urbana de Pamplona foi muito condicionda pelas restrições às construções impostas por motivos militares. Desde a Idade Média que a cidade era cercada de muralhas, as quais foram grandemente reforçadas no século XVI. Por outro lado, era proibido construir nas proximidades exteriores das muralhas e em algumas partes interiores, nas chamadas "zonas polémicas", por serem consideradas áreas de interesse militar. Até nas zonas ligeiramente mais distantes havia limitações à altura das casas e aos materiais de construção utilizados, só sendo permitida a madeira e o tijolo, estando a pedra proibida.
As limitações foram aligeiradas no final do século XX, o que permitiu a construção do Primeiro Ensanche, que implicou o derrube de alguns baluarte da cidadela virados para o interior, usados no passado para controlar a cidade. As novas tecnologias militares usadas na Primeira Guerra Mundial, nomeadamente os bombardeamentos aéreos, tornaram evidente a inutilidade das muralhas para defesa, pelo que finalmente, em 1915 pudesse ser iniciado o derrube de uma parte das muralhas para que a cidade se pudesse expandir.
As negociações prolongaram-se por vários anos. Em 1901 uma Real Ordem determinava o derrube das muralhas a sul da cidade e a urbanização dessa zona, mas as negociações e debates foram longas e envolveram exigência monetárias importantes. O derrube das muralhas foi iniciado em 25 de julho de 1915.
O Ayuntamiento encomendou vários projetos de ensanche, contemplando a demolição da parte sul das muralhas. Em 1909, o arquiteto municipal Julián Arteaga realizou o primeiro projeto no qual abarcava toda a meseta numa malha octogonal, de forma perpendicular à estrada de França (a atual Avenida da Baixa Navarra), deixando dois espaços ajardinados, um no início e outro no final. Esse projeto deixava a Praça do Castelo fechada e a praça de touros onde então se encontrava, ou seja, no local onde atualmente se encontra o Teatro Gayarre, no início da Avenida Carlos III. O projeto não foi aceite porque não ligava a nova urbanização à trama medieval do Casco Antiguo.

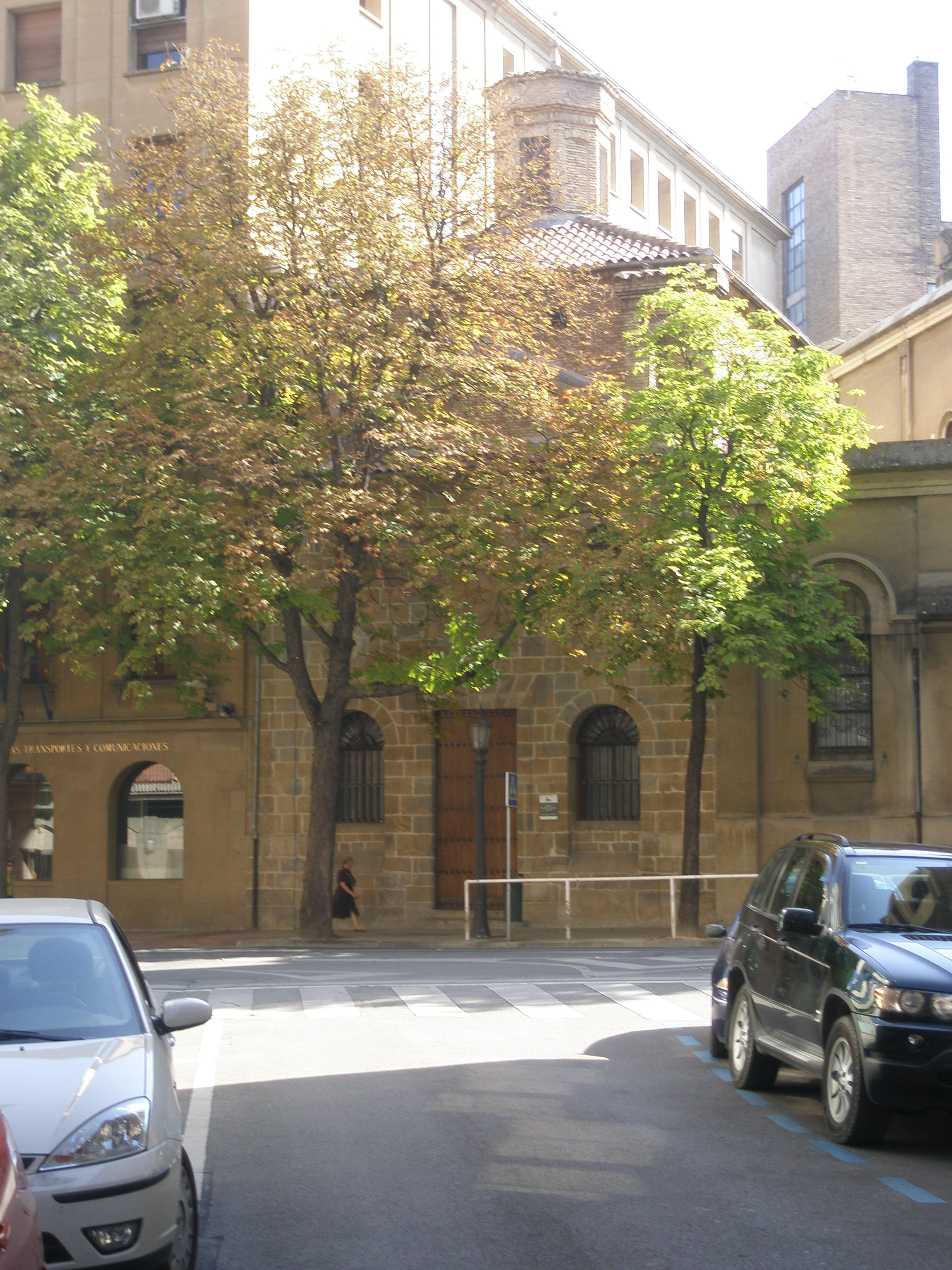
Capela de Santo Inácio de Loyola, construída no século XVII no local onde o santo caiu ferido durante uma das batalhas da conquista de Navarra. A maior parte foi demolida com a construção do Segundo Ensanche, apenas se conservando a nave central.

O novo bairro foi desenhado pelo também arquiteto municipal Serapio Esparza em 1916. Tinha um traçado reticular, com quarteirões quadrados com pátios interiores. É um herdeiro tardio dos ensanches do século XIX, especialmente do Ensanche de Barcelona, seguindo um plano de malha octogonal com dois eixos principais, as atuais avenidas da Baixa Navarra e Carlos III, orientando as quadrículas de ruas em direção ao Casco Antiguo. Com esta orientação privilegiava-se a ventilação e a iluminação natural das casas. Segundo o projeto, a Praça do Castelo abriu-se para a Avenida Carlos III, trasladando-se o teatro Gayarre e a praça de touros. Houve alguma polémica em relação à construção de uma nova praça de touros, a qual terminou quando a existente ardeu a 12 de agosto de 1921, segundo as crónicas de forma intencionada, algo que nunca foi provado.
As obras foram muito atrasadas porque só em 11 de maio de 1920 é que houve autorização mediante uma Real Ordem para expropriar os terrenos. A primeira pedra foi colocada oficialmente em 29 de novembro desse ano na atual Bajada del Labrit.
A via que atravessava todo o ensanche de norte a sul foi batizada em 1923 "Gran Vía de Carlos III el Noble", com a intenção de ter uma "Gran Vía", como todas as cidades espanholas importantes de então. Esse nome não foi bem acolhido pela população, que acabou por impor o nome de "Avenida de Carlos III el Noble". O nome homenageia o rei de Navarra que unificou a cidade com a promulgação em 1423 do "Privilégio da União", a carta foral de Pamplona. Nesta avenida, atualmente vedada ao trânsito automóvel, instalar-se-iam entidades importantes e a alta burguesia da cidade. Nos anos 1940 foi construído no final da avenida o Monumento aos Caídos, que atualmente é oficialmente denominado Sala de Exposições Conde de Rodezno, um memorial em homenagem aos mortos da fação fação nacionalista na Guerra Civil Espanhola. Em 1952 foi construída uma praça em frente ao memorial, dedicada a Tomás Domínguez Arévalo, Conde de Rodezno. O conjunto da praça e do monumento gera polémica atualmente, havendo que defenda a sua demolição.

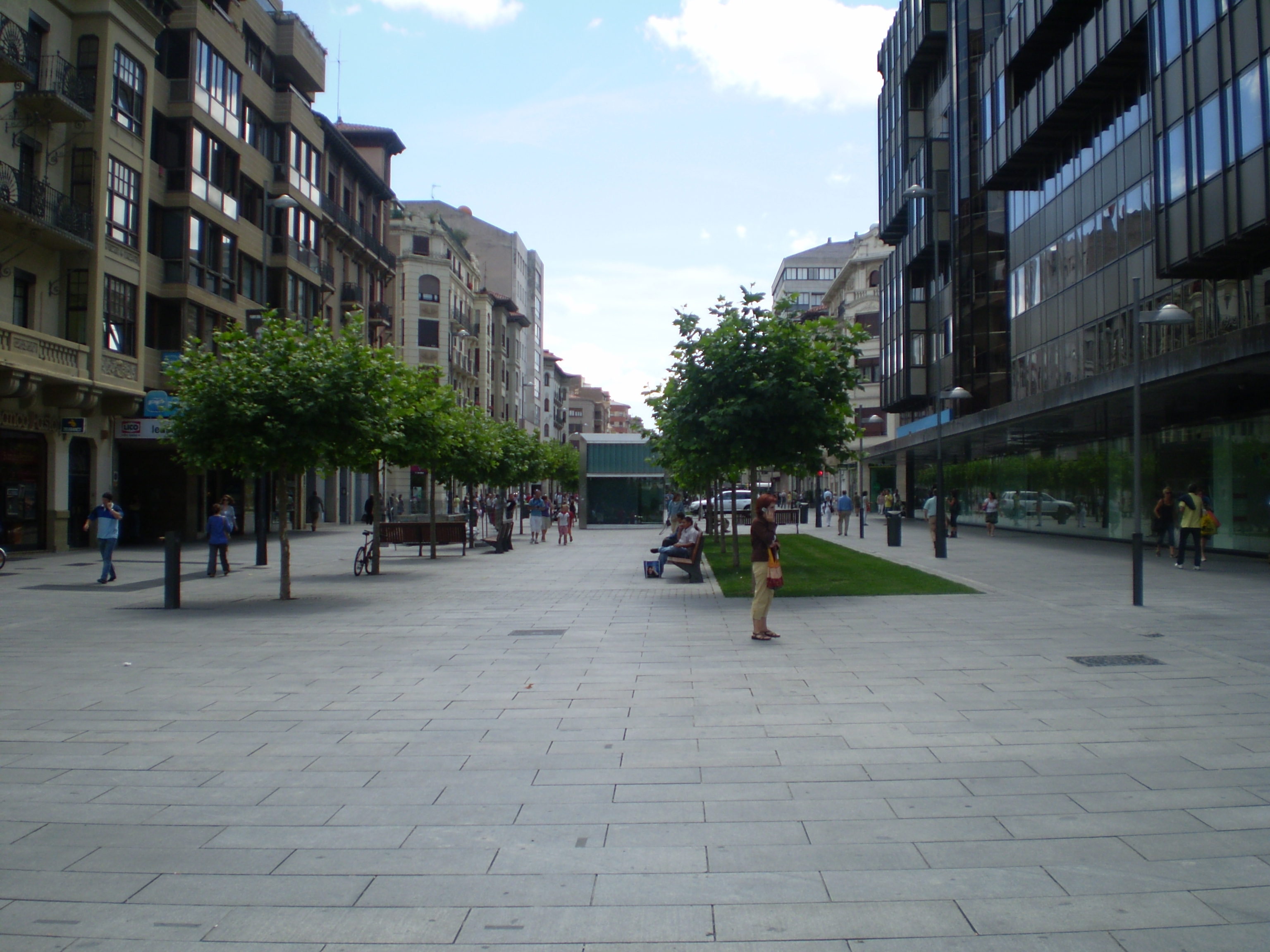
Avenida Carlos III

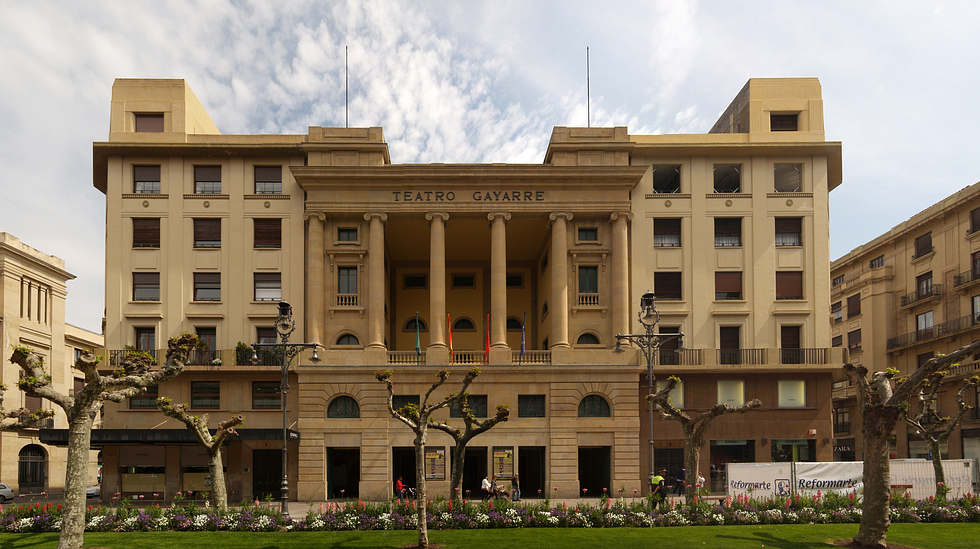
Teatro Gayarre, na Avenida Carlos III

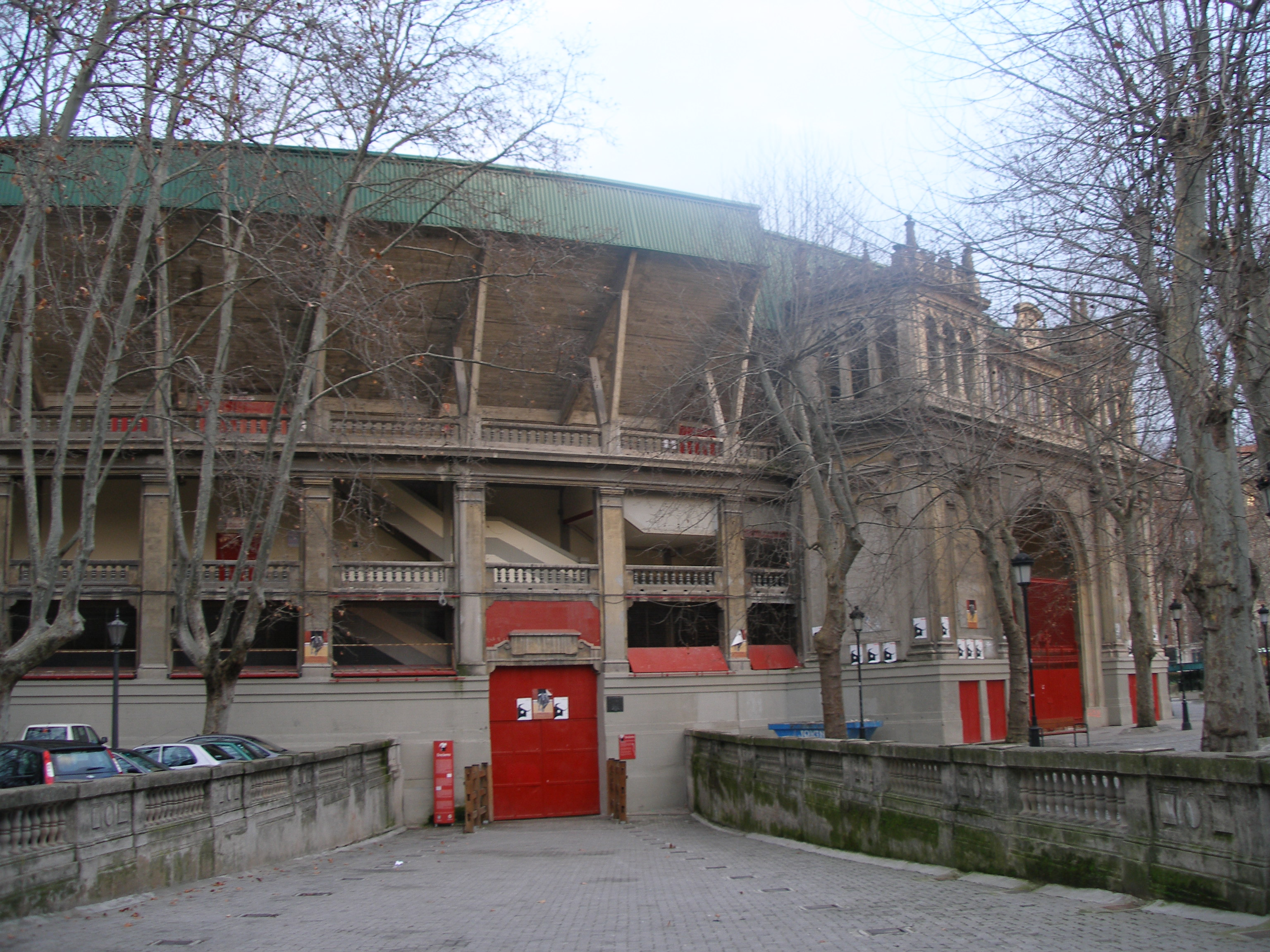
Praça de Touros Monumental de Pamplona

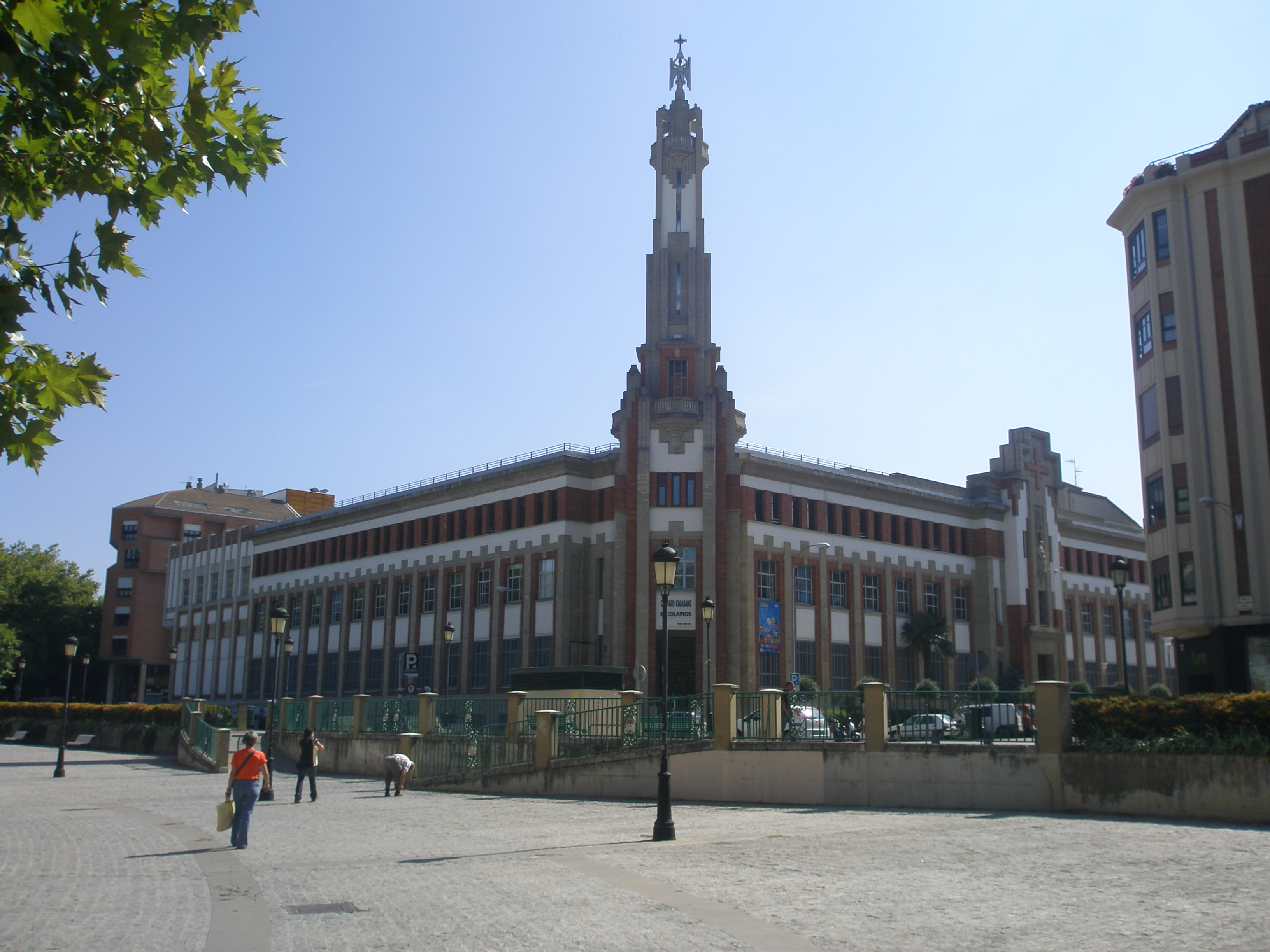
Colégio dos Escolápios, junto à praça de touros, da autoria de Víctor Eusa, um arquiteto pamplonês responsável por inúmeras obras do século XX em Pamplona

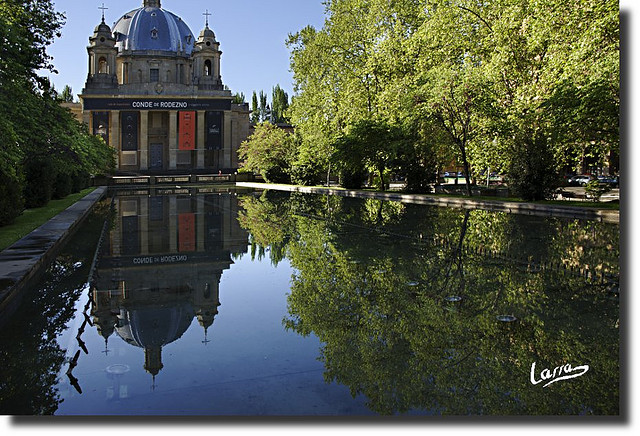
, oficialmente denominado Sala de Exposições Conde de Rodezno.

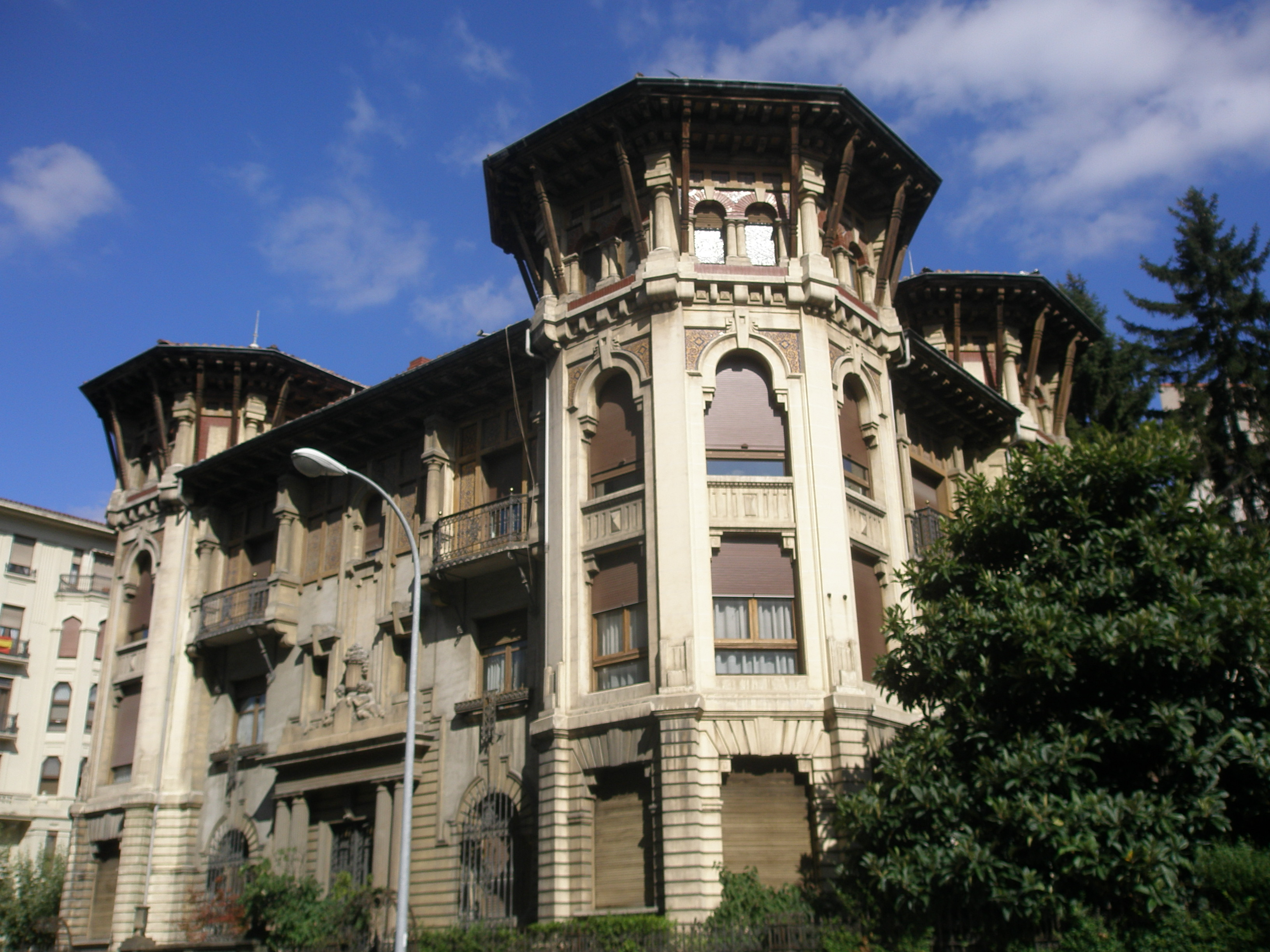
Palacete com várias habitações; obra de 1924 da autoria de Víctor Eusa

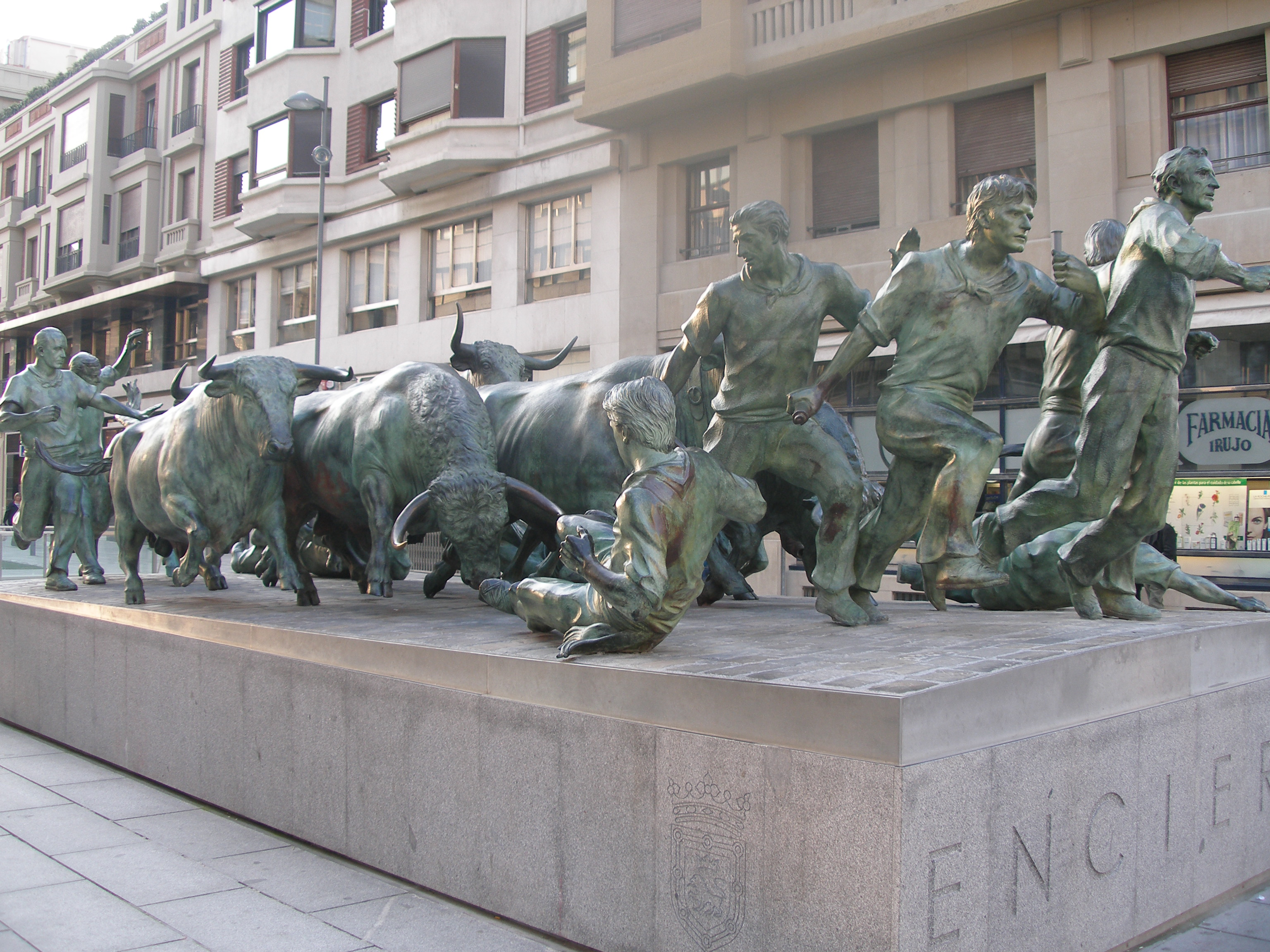
Monumento ao encierro das Festas de São Firmino, obra do escultor basco Rafael Huerta, na esquina da Avenida de Roncesvalles com a Avenida Carlos III

A outra avenida do Segundo Ensanche, que cruza a Carlos III, é a "Avenida da Baixa Navarra", cujo nome reflete a história de Pamplona e Navarra no último século. Foi inicialmente batizada em 1923 como "Avenida de França", por ser a saída de Pamplona em direção à fronteira daquele país. Em 1927 mudou de nome para "Avenida Afonso XIII", quando este foi coroado rei de Espanha. Em 1931 voltou a mudar de nome para "Galán y García Hernández", em honra dos sublevados republicanos executados na Sublevação de Jaca. Em 1937, em plena guerra civil, o nome foi mudado para "General Franco", em honra do líder nacionalista e futuro ditador. Finalmente, em 1979, durante a "Transição" (para a democracia), foi rebatizada com o nome atual. Outras ruas e praças do bairro têm histórias semelhantes.
A construção do bairro foi levada a cabo em duas fases. Em ambas alternaram-se edifícios de vários andares com outros de altura reduzida. Estes prédios mais baixos, em forma de chalé, ficaram encurralados quando foram edificados blocos habitacionais modernos. Ainda persistem alguns na "Colonia Argaray" mas, à semelhança do que aconteceu com muitos outros edifícios originais, essas casas baixas desapareceram ao longo do século XX, sendo substituídos por construções modernas.

## Edifícios e locais mais significativos
- Palácio de Navarra ou Palácio da Deputação — foi projetado por José Nagusia e construído entre 1840 e 1851, sendo por isso anterior à criação do Segundo Ensanche. A fachada principal abre-se para o Passeio de Sarasate, no Primeiro Ensanche. Em 1931 começou a ser construída uma nova fachada, na Avenida Carlos III, a qual forma a esquina com a Praça do Castelo que só então foi aberta.
- Parque da Meia Lua — É um jardim da autoria de Víctor Eusa, construído em 1937, embora o plano seja de 1932. Deve o seu nome à sua forma de lua crescente. Por estar num lugar elevado, dele se desfrutam belas panorâmicas sobre a cidade e o rio Arga. Estende-se desde o Forte de São Bartolomeu, nas traseiras da praça de touros, até à "Ripa de Beloso", percorrendo um talude natural sobre o Arga. Entre as suas árvores destaca-se uma sequoia gigante. No seu interior existe um monumento ao violinista pamplonês Pablo Sarasate. Foi recentemente reabilitado, tendo recuperado o seu encanto romântico original.[1]
- Teatro Gayarre — Anteriormente, quando era chamado "Teatro Principal", fechava a Praça do Castelo. Quando se decidiu abrir aquela praça, ligando-a com o Segundo Ensanche através da Avenida Carlos III, o edifício foi trasladado para a sua atual localização, naquela avenida, em frente ao Palácio de Navarra. A trasladação implicou a perda do seu magnífico frontão neoclássico. O projeto do edifício oitocentista de 1841 foi motivado pela necessidade de substituir o antigo "Pátio e Casa de Comédias", na rua com esse nome, um velho teatro sujo e inadequado, que funcionou desde 1608 na rua com o mesmo nome.[2][3]
- Praça de Touros Monumental de Pamplona — Foi projetada por Francisco Urcola em 1922 e ampliada por Rafael Moneo em 1966. Com capacidade para 19 721 espectadores, é a maior praça de touros de Navarra e a terceira maior do mundo em lotação.[4] Por cima da entrada principal conserva-se um escudo republicano de Pamplona coroado com uma muralha, o qual se manteve oculto por ramos das árvores durante a época franquista.[5]
- Colonia Argaray — Projetada em 1933 por Joaquín Zarranz e Juan de Madariaga.
- Edificio da Vasco-Navarra — Projetado em 1924 por Víctor Eusa, foi ampliado pelo mesmo arquiteto em 1943, quando foi acrescentado mais um andar, um novo remate e um torreão de estilo herreriano, menos interessante que o anterior.
- Casa Goicoechea — Mais uma obra de Víctor Eusa, datada de 1924. É um palacete situado na Rua Francisco Bergamin, um dos únicos exemplos do seu género naquela parte da cidade.
- Colégio de São Miguel — Obra de 1926 da autoria de Víctor Eusa.
- Seminário de São Miguel — Datado de 1931, é mais uma obra de Víctor Eusa. É encimado por uma imponente cruz de betão e vidro no centro da fachada princial
- Nº 3 da Praça Príncipe de Viana — Outra obra de Víctor Eusa, datada de 1929.
- Edifício García Castañón — Desenhada em 1930 por Víctor Eusa.
- Hacienda Foral — Obra de Javier e José Yárnoz de 1931, tem uns curiosos miradores cujas vidraças apresentam semelhanças com os quadros de Piet Mondrian.
- Nº 4 da Rua Fernández Arenas — Pequeno edifício de habitação de 1932, considerado uma das obras-primas de Víctor Eusa.
- Nº 5 do Passeio de Sarasate — Obra de 1934, da autoria de Joaquín Zarranz.
- Delegação do Governo — Obra de Javier Fernández Golfín de 1934. A fachada e cobertura datam de 1941 e são da autoria de José Alzugaray. Devido às vicissitudes da Guerra Civil, também participaram na obra os arquitetos Serapio Esparza, Víctor Eusa e Luis Moya Blanco.
- Monumento aos Caídos — Oficialmente denominado Sala de Exposições Conde de Rodezno, é um memorial em homenagem aos mortos da fação nacionalista na Guerra Civil Espanhola. Foi construído em 1942, segundo projeto de José Yárnoz e Víctor Eusa. É um edifício clássico austero. Nas suas paredes encontram-se inscritos os nomes dos navarros mortos em combate, os chamados requetés, as forças carlistas navarras que participaram no chamado bando nacionalista. O interior da cúpula tem várias pinturas de Ramón Stolz Viciano alegóricas aos requetés. Na cripta encontram-se os túmulos de José Sanjurjo e Emilio Mola, dois dos principais protagonistas dos golpes de estado contra a Segunda República Espanhola cujo fracasso conduziria à guerra civil (a Sanjurjada de 1932 e o pronunciamento de 17 e 18 de julho de 1936). Em 1952 foi construída uma praça em frente ao memorial, dedicada a Tomás Domínguez Arévalo, Conde de Rodezno. O conjunto da praça e do monumento gera polémica atualmente, havendo que defenda a sua demolição.[nt 1]
- Edificio Aurora — Víctor Eusa, 1950.
- Igreja de São Francisco Xavier — Miguel Gortari, 1952.
- Colégio de Santa Maria La Real — Víctor Eusa, 1955.
- Mancomunidade de Colégios Sanitários ou Chalé de Izu — Obra de Ramón Urmeneta de 1955. Foi renovado em 1986 por Agustín del Pozo para passar a ser uma escola de saúde. É um elegante palacete com decoração luxuosa no interior, onde existe uma ampla escadaria central. O restauro conservou o aspeto exterior e no jardim foi construído um salão nobre.
- Nº 9 da Avenida da Baixa Navarra — Obra de 1961 da autoria de Javier Guibert e Fernando Redón. Foi projetado como um edifício residencial de luxo, com um elevador que chega ao interior de cada apartamento e com amplas varandas sobre a avenida. A esquina aguda mediante dois planos perpendiculares às ruas é ao mesmo tempo arrojada e simples.
- Nº 2 da Plazaola — Obra de Rafael Moneo de 1968, uma das características que se destaca é o desenho do portal.
- Monumento ao encierro — Escultura do escultor basco Rafael Huerta, na esquina da Avenida de Roncesvalles com a Avenida Carlos III. É uma homenagem a um dos eventos mais famosos das Festas de São Firmino (Sanfermines), os encierros (largada de touros).[6] A primeira versão foi inaugurada em 1994, tendo sido ampliado em 2007.